# デイビッド・ハライフォヌア
デイビッド・ハライフォヌア（David Halaifonua、1987年7月5日 - ）は、RFUチャンピオンシップ・ロンドン・スコティッシュFCに所属するラグビー選手。

## プロフィール
- トンガ・ヴァヴァウ諸島出身[1]。
- ポジションはウィング(WTB)、フルバック(FB)。
- 身長 189cm、体重 104kg
- トンガ代表キャップは37(2021年3月現在）でラグビーワールドカップ2015・ラグビーワールドカップ2019のトンガ代表に選ばれた[2]。

## 略歴
ワーリンガー、USベルジュラック、キャンディーSC、グロスター、コヴェントリーRFCを経て、2020年、ロンドン・スコティッシュFCに加入。